# NGC 7744
NGC 7744 is een elliptisch sterrenstelsel in het sterrenbeeld Phoenix. Het hemelobject werd op 5 september 1834 ontdekt door de Britse astronoom John Herschel.

## Synoniemen
- IC 5348
- ESO 292-17
- MCG -7-48-17
- AM 2342-431
- PGC 72300